# Gelida
Gelida è un comune spagnolo di 6 801 abitanti situato nella comunità autonoma della Catalogna.

## Stemma
Scudo a losanga partito: nel 1° d'oro, al cervo passante d'azzurro; nel 2° di rosso, alla gemella in banda d'oro; innestato in punta d'azzurro, a 2 chiavi poste in croce di Sant'Andrea, quella in banda d'oro con sopra quella in sbarra d'argento. Timbro: corona da barone.